# Konfirmation
 Denne artikel omhandler overvejende eller alene danske forhold. Hjælp gerne med at gøre artiklen mere almen.
Konfirmation (af latin: confirmatio, bekræftelse) er en kirkelig handling, som bekræfter dåben. Tidligere var konfirmationen adgangsbetingelse for deltagelse i nadveren.

## Konfirmationens mål
Religionsfænomenologisk er konfirmationen et overgangsrite fra barn til voksen.
Ifølge Luther bekræfter Gud konfirmanden som sit barn, som det blev det i dåben. Dåben er en forudsætning for konfirmationen. Som ritual er den folkekirkelige konfirmation bygget på den katolske firmelse, der i Danmark normalt meddeles af den katolske biskop af København til enhver praktiserende katolik på 12-15 år. Den lutherske konfirmationen er ikke som den katolske et sakramente.
I dansk sammenhæng blev jødisk konfirmation indført i 1814 for fuldt ud at sidestille den jødiske befolkningsgruppe med resten af befolkningen. I jødisk konfirmation er der naturligvis ikke tale om at bekræfte en dåb, men om at bekræfte og bekende deres tro.

## Konfirmationsalder og -andel samt karakteren af konfirmationen
I lutherske kirker finder konfirmationen normalt sted i 13 til 15-års alderen. Tidligere var det tegn på, at konfirmanden var trådt ind i de voksnes rækker efter endt skolegang. Der er dog ingen øvre aldersgrænse for, hvornår man kan blive konfirmeret, og det hænder, at voksne lader sig konfirmere.
Før selve konfirmationen finder en konfirmationsforberedelse eller undervisning forestået af præsten (evt. suppleret af andre kirkelige medarbejdere) sted. Tidligere skulle konfirmanden "overhøres" i katekismus for at kunne konfirmeres.
De fleste konfirmander fejres efter den kirkelige handling af deres familie med en konfirmationsfest.
Efter konfirmationen fejres de unge også ofte ved blå mandag, hvor de går i byen.
Der findes også en borgerlig konfirmation, der ikke involverer kirkelige handlinger, men markerer overgangen fra barn til voksen. Den kaldes nonfirmation.
I 2007-2018 har andelen af en ungdomsårgang (i konfirmationsalderen), der blev konfirmeret i folkekirken ligget på mellem ca. 69% og 73%. Der findes ingen samlet overblik over konfirmationer i kirkesamfund uden for folkekirken.

## Historie
Konfirmationen har en lang tradition. Fra katolsk tid var den nøje knyttet til dåben. Senere blev den skilt ud fra dåben som et selvstændigt handling, der blev sakramente.
Konfirmationens udvikling til et selvstændigt sakramente er begrundet i oldkirkens dåbspraksis. I kirkens første tid som missionerende kirke var dåben voksendåb. Forud for dåben gik katekumenatet (oplæring), hvor dåbskandidater gennem undervisning og gudstjeneste deltagelse blev forberedt på at modtage dåben. Efter dåben, der foretoges af biskoppen, var de fuldgyldige medlemmer af den kristne menighed og fik i kraft af dåben adgang til nadveren. Senere blev barnedåb almindelig praksis, og derfor måtte dåbsoplæringen naturligt komme på et senere tidspunkt.
Den i Strasbourg virkende reformator Martin Bucer, der prøvede at formidle  lutherske, calvinistiske og døberiske grupper. Han udviklede konfirmationen som en model, der beholdt barnedåben, men tilføjede den en personlig bekræftelse gennem konfirmander. Luther selv forkastede hver form for firmelse. Ifølge ham behøvede dåben ikke et supplement. Han udtalte sig i stedet for en undervisning i den kristne katechismus. Konfirmationen blev første gang formuleret i den hessiske kirkeordning fra 1539 (Ziegenhainer Kirchenzuchtordnung ). Bag kirkeordningen stod Philipp 1. af Hessen, der som Bucer forsøgte at forene de forskellige protestantiske grupper.
I Danmark blev konfirmationen indført af Christian 6. i 1736. Den før-reformatoriske dåbsbekræftelse og modtagelsen af alterets sakramente blev genindført ved lov for alle. Det unge menneske skulle samtidig aflægge en tilfredsstillende kundskabsprøve for at kunne deltage i konfirmationen og dermed erhverve de borgerlige rettigheder, der var nødvendige for at kunne træde ud i livet eller "ind i de voksnes rækker".
Hvis man ikke var konfirmeret, mistede man retten til at indgå ægteskab, til at være fadder og til at vidne. Man kunne også blive straffet, hvis man ikke inden sit 19. år var blevet konfirmeret. Bestod man ikke overhøringen på grund af manglende evner, skulle præsten sætte ind med ekstraundervisning, men skyldtes årsagen modvillighed, var straffen fængsel. Resultatet af prøven blev skrevet i en skudsmålsbog. Den blev afskaffet ved lov i 1921, men uofficielt var den gradvist afskaffet inden.
Både kirken, kongen og dronningen var i 1736 stærkt påvirket af pietismen, som fremhævede personlig omvendelse og bekendelse. Grundtvig fremhævede derimod 100 år senere konfirmationen som Guds bekræftelse af dåben.
Jødisk konfirmation blev indført i Danmark i 1814 som et af de allerførste steder, hvor en sådan praksis blev indført i et jødisk trossamfund.

## kilder og eksterne henvisninger
- Wikimedia Commons har flere filer relateret til Konfirmation
- Konfirmationens historie
- Konfirmation før og nu